# Nes (Viken)
Nes és un municipi situat al comtat d'Akershus, Noruega. Té 20.783 habitants (2016) i té una superfície de 637 km². El centre administratiu del municipi és el poble de Årnes.